# Dontreix
Dontreix – miejscowość i gmina we Francji, w regionie Nowa Akwitania, w departamencie Creuse.
Według danych na rok 1990 gminę zamieszkiwało 455 osób, a gęstość zaludnienia wynosiła 10 osób/km² (wśród 747 gmin Limousin Dontreix plasuje się na 269. miejscu pod względem liczby ludności, natomiast pod względem powierzchni na miejscu 47.).